# فرديناند فافر
فرديناند فافر (بالفرنسية: Ferdinand Favre )‏ (و. 1779 – 1867 م) هو سياسي، من فرنسا، توفي في باريس، عن عمر يناهز 88 عاماً.

## مناصب
تولى منصب عضو الجمعية الوطنية الفرنسية، ورئيس بلدية، والإمبراطورية الثانية عضو مجلس الشيوخ.

## جوائز
حصل على جوائز منها:
- الضابط الأكبر من وسام جوقة الشرف
- وسام السعفات الأكاديمية من رتبة ضابط
- قادة ترتيب إيزابيلا الكاثوليكية.